# Leny Yoro
Leny Olivier Yoro, född 13 november 2005, är en fransk professionell fotbollsspelare som spelar som mittback för Premier League-klubben Manchester United.
Yoro, som tog sig upp till A-laget från Lille-akademin, gick med i klubben som barn och blev sedan en av de yngsta a-lagsspelarna i världen när han gjorde sin professionella Ligue 1-debut i maj 2022. Han var bara 16 år, 6 månader och 1 dag.
Efter första säsongen, där han främst användes som avbytare, blev han en av Lilles startspelare som tonåring under sin andra hela säsong och fick även göra sin Europadebut i augusti 2023. 2024 skrev han på för Manchester United för en summa på €62 miljoner, vilket gjorde honom till den dyraste spelaren 18 år eller yngre och en av de dyraste mittbackarna i sportens historia.
Yoro har representerat Frankrikes landslag på U17, U18, U19, U21 och U23-nivå.